# Semplicemente (Bluvertigo)
Semplicemente è il singolo con cui i Bluvertigo hanno partecipato al Festival di Sanremo 2016. Il brano non raggiunse la finale.

## Tracce
Digital Download
1. Semplicemente - 3:46

## Classifiche
| Classifica (2016) | Posizione massima |
| ----------------- | ----------------- |
| Italia            | 78                |